# Cinque razze sotto un'unica unione
«Cinque razze sotto un'unica unione» (cinese tradizionale: 五族共和; pinyin: wǔzú gōnghé, «cinque razze o cinque gruppi etnici insieme in armonia») è stato uno dei principi fondamentali su cui è stata fondata la Repubblica di Cina nel 1911. Questo principio enfatizzava l'armonia dei cinque principali gruppi etnici della Cina, rappresentati dalle strisce colorate della bandiera dei cinque colori: gli Han (rosso), i Manciù (giallo), i Mongoli (blu), gli Hui (bianco) e i Tibetani (nero).
In questo contesto, gli Hui si riferivano principalmente al gruppo degli Uiguri, poiché il «territorio Hui» comprendeva il Turkestan cinese durante la dinastia Qing. Il significato del termine «etnia Hui» si è gradualmente spostato verso il contesto attuale durante il periodo 1911-1949 della Repubblica di Cina.
La bandiera delle «cinque razze sotto un'unica unione» cessò di essere utilizzata nel 1928, quando il governo nazionalista del Kuomintang a Nanchino depose il governo Beiyang a Pechino in seguito alla Spedizione del Nord.
Varianti della bandiera furono adottate dall'Impero di Cina e dallo Stato fantoccio giapponese del Manciukuò. Nel Manciukuò fu adottata un'ideologia simile, ma le cinque razze furono cambiate in giapponesi (rosso), Han (blu), Mongoli (bianco), Coreani (nero) e Manciù (giallo).

## Galleria delle bandiere

### Cina

Insegna militare basata sulla bandiera
Emblema dell'aeronautica
Bandiera nazionale della Repubblica di Cina (1912-1928).
Bandiera nazionale dell'Impero di Cina (1916).
Bandiera nazionale dell'Impero di Cina (1916).
Bandiera nazionale del Governo provvisorio della Cina (1937-1940).

### Manciura interiore

Stendardo della Cricca del Fengtian (1922-1928).
Coccarda della Manchuria Aviation Company (1931-1945).
Bandiera del Manciukuò (1932-1945).
Bandiera di guerra del Manciukuò (1932-1945).
Insegna dell'Esercito imperiale del Manciukuò (1932-1945).
Coccarda dell'Aviazione imperiale del Manchukuo (1937-1945).

### Mongolia Interiore (quattro razze)

Bandiera del Governo militare mongolo (1936-1937).
Bandiera del Governo autonomo unito di Mongolia (1937-1939).
Bandiera del Governo autonomo del Chahar meridionale (1937–1939).
Bandiera del Governo autonomo dello Shanxi settentrionale Government (1937–1939).
Bandiera del Mengjiang (1939-1945).

## Storia

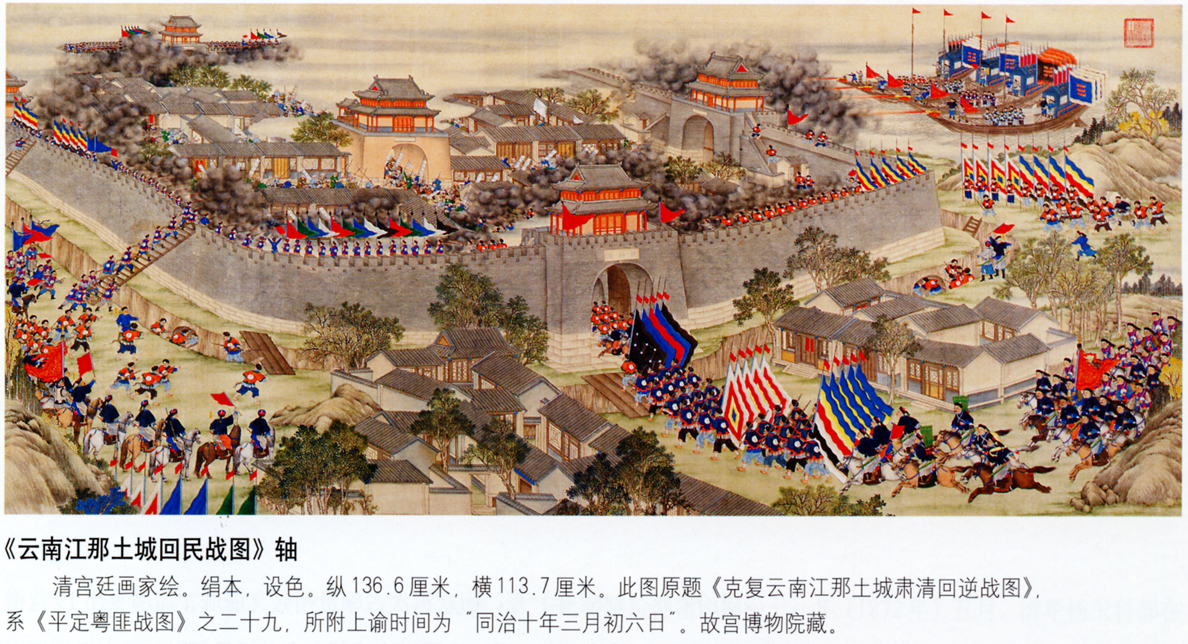
Dipinto raffigurante l'esercito Qing contro la ribellione di Panthay nello Yunnan. L'esercito della dinastia Qing utilizzava la bandiera a cinque colori.

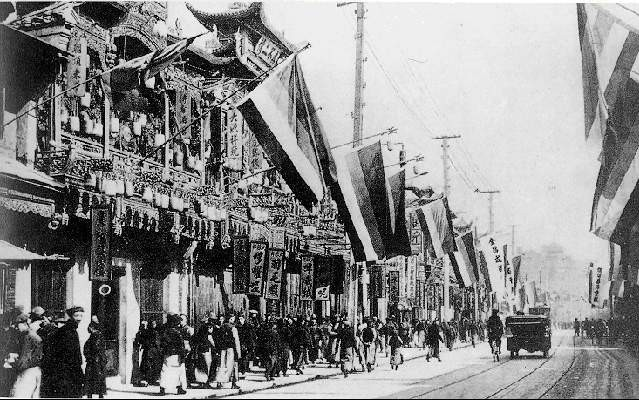
Via Nanchino dopo l'insurrezione di Shanghai (1911), decorata con le «bandiere delle cinque razze sotto un'unica unione» allora utilizzate dai rivoluzionari di Shanghai e di tutta la Cina

I documenti storici della dinastia Sui mostrano l'adozione di un sistema di stendardi militari che utilizza i cinque colori per rappresentare i cinque elementi: rosso per il fuoco, giallo per la terra, blu per il legno, bianco per il metallo e nero per l'acqua. La dinastia Tang ereditò questo sistema e dispose i colori in una bandiera unica secondo il suddetto ordine degli elementi, per uso militare.
Nei periodi della Liao e dei Song, il popolo dei Kitai usava lo stesso schema di bandiera, come raffigurato nella pittura cinese. Durante il regno della dinastia Yuan di origine mongola, i cinque colori iniziarono a simboleggiare le etnie (五色四夷) in uno Stato multietnico.
Nei periodi storici successivi, questa «bandiera dei cinque elementi uniti» fu modificata e riadattata per usi militari e ufficiali. Un dipinto della dinastia Qing, raffigurante la vittoria delle Otto Bandiere contro il musulmano Du Wenxiu nello Yunnan, include una bandiera militare della Qing con i cinque elementi disposti nell'ordine giallo, bianco, nero, verde e rosso.

Dopo la rivolta di Wuchang, il regime della dinastia Qing fu sostituito dalla Repubblica di Cina. Prima dell'adozione della bandiera a cinque colori da parte della Repubblica, una serie di bandiere diverse furono promosse dai rivoluzionari. Ad esempio, le unità militari di Wuchang volevano una bandiera a 9 stelle con il simbolo del Taijitu, mentre Sun Yat-sen preferiva la bandiera del Cielo Blu e Sole Bianco per onorare Lu Haodong.

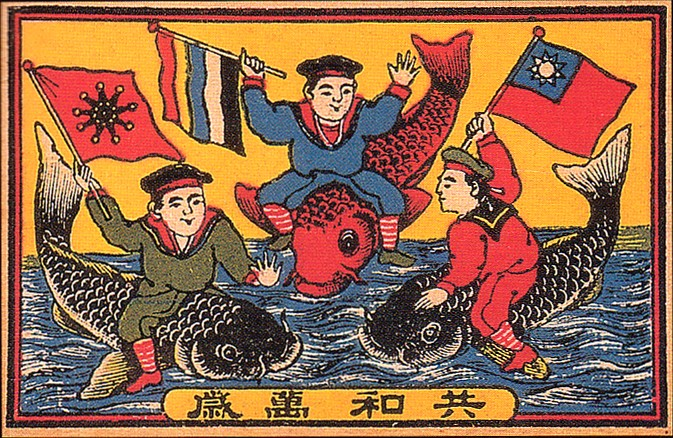
Immagine delle tre bandiere della Repubblica di Cina: la bandiera dell'esercito (a sinistra), la bandiera delle «Cinque razze sotto un'unica unione» (al centro) e la bandiera di Sun Yat-sen e bandiera nazionale dal 1928 (a destra).

Nonostante le rivolte avessero come obiettivo un regime dominato dai Manciù, Sun Yat-sen, Song Jiaoren e Huang Xing sostennero unanimemente l'integrazione razziale, simboleggiata dalla bandiera a cinque colori. Hanno promosso una visione delle etnie non Han come se fossero anch'esse cinesi, nonostante siano una percentuale relativamente piccola della popolazione.
La «bandiera delle cinque razze sotto un'unica unione» non fu più utilizzata dopo la fine della Spedizione del Nord nel 1928.
Una variante di questa bandiera fu adottata dall'Impero di Cina e dallo Stato fantoccio giapponese del Manciukuò. Nel Manciukuò si usava uno slogan simile (五族協和), ma le cinque razze che rappresentava erano il popolo Yamato (rosso), i cinesi Han (blu), i mongoli (bianco), i coreani (nero) e i manciù (giallo). Alcune delle sue varianti hanno anche messo in risalto il giallo, invece di mostrare ogni colore in modo uguale.
Durante la Seconda guerra sino-giapponese, la bandiera fu utilizzata da diversi governi fantoccio giapponesi, tra cui il Governo provvisorio della Repubblica di Cina nella parte settentrionale del Paese e il Governo riformato della Repubblica di Cina nella Cina centrale.